# Battaglia di Fleurus (1690)
La battaglia di Fleurus del 1690 (1º luglio 1690) fu combattuta nell'ambito della Guerra della Grande Alleanza. L'armata francese delle Fiandre era comandata da Francesco Enrico di Montmorency-Bouteville, duca di Luxembourg mentre l'armata alleata, composta da truppe olandesi, austriache, tedesche, spagnole ed inglesi dal principe Giorgio Federico di Waldeck. Nonostante le rilevanti perdite (6 000 tra morti e feriti), la battaglia si chiuse con una schiacciante vittoria francese (gli alleati persero, fra morti, feriti e prigionieri, circa 20 000 uomini) e, sebbene i vincitori avessero rinunciato ad inseguire le truppe sconfitte permettendo loro di riparare a Bruxelles, essi poterono imporre su un vasto territorio indifeso pesanti imposte di guerra.

## La situazione
Nel 1690 l'ampio teatro di guerra si era spostato nelle Fiandre spagnole. Le forze francesi, dopo la sostituzione del loro comandante, il Maresciallo di Francia Louis de Crevant, duca di Humières, (1628-1694), erano passate sotto il comando del prestigioso Maresciallo Luxembourg, che lo mantenne fino al 1695. Quest'ultimo poteva contare sull'eventuale intervento delle truppe dell'armata francese della Mosella al comando del maresciallo Louis François de Boufflers.
Di fronte al Luxembourg il principe Guglielmo di Orange, che era impegnato in Irlanda a prevenire i tentativi di Giacomo II d'Inghilterra e dei suoi seguaci giacobiti di riprendersi il trono inglese, aveva posto a capo delle truppe dell'Alleanza, nella regione, il principe Giorgio Federico di Waldeck. Nella valle del Reno le forze francesi erano comandate dal Guido di Durfort, duca di Lorges (sebbene nominalmente il loro comando fosse stato affidato al Delfino), che fronteggiava le truppe dell'alleanza al comando del principe elettore di Baviera, subentrato a Carlo di Lorena, da poco deceduto. Il Maresciallo Catinat guidava un'armata in Delfinato contro il duca di Savoia mentre le forze spiegate sul confine catalano erano agli ordini di Anne-Jules, Duca di Noailles.

## Gli antefatti
Il principe di Waldeck aveva sperato di ritardare l'inizio dei combattimenti per consentire al principe elettore di Brandeburgo di portarsi con le sue truppe sulla Mosella ed impegnare così il maresciallo Boufflers, ma le prime manovre del Luxembourg avevano permesso a quest'ultimo di spostarsi tra i fiumi Sambre e Mosa per coadiuvarlo. Il Waldeck lasciò il punto di congiungimento di Tienen Tirlemont ed avanzò su Wavre. Dopo essersi sparpagliato per raccogliere vettovaglie, l'esercito alleato si riunì ed avanzò su Genappe l'8 giugno.
A metà giugno il Luxembourg divise le sue forze, distaccando alcuni battaglioni sotto il comando del maresciallo Humières per controllare le forze spagnole, ora rafforzate da truppe dello Hannover, mentre il grosso dell'armata francese lasciò Deinze e si diresse verso sud, attraversando il fiume Sambre a Jeumont il 23 giugno.
Nel frattempo distaccamenti delle forze del Boufflers avevano accresciuto quelle del Luxembourg, che il 27 dello stesso mese si erano accampate a Boussu.
Non appena il Luxembourg manovrò a sud di Mons e Charleroi, Waldeck sostò il suo accampamento fra Nivelle e Pieton il 28 giugno. Quella stessa sera il Duca di Lussemburgo condusse personalmente un distaccamento da Gerpinnes (con alcuni ponti mobili) per stabilire un attraversamento della Sambre ad Ham. Una posizione fortificata alleata a Froidmont (la guarnigione era costituita da un centinaio di uomini) fu costretta alla resa dal fuoco di artiglieria proveniente dalla riva opposta mentre un simultaneo attacco di dragoni francesi prendeva possesso di una ridotta nemica, abbandonata dagli occupanti all'arrivo delle truppe francesi. Con la testa di ponte in sicurezza il resto dell'armata del Luxembourg attraversò la Sambre il giorno 30.

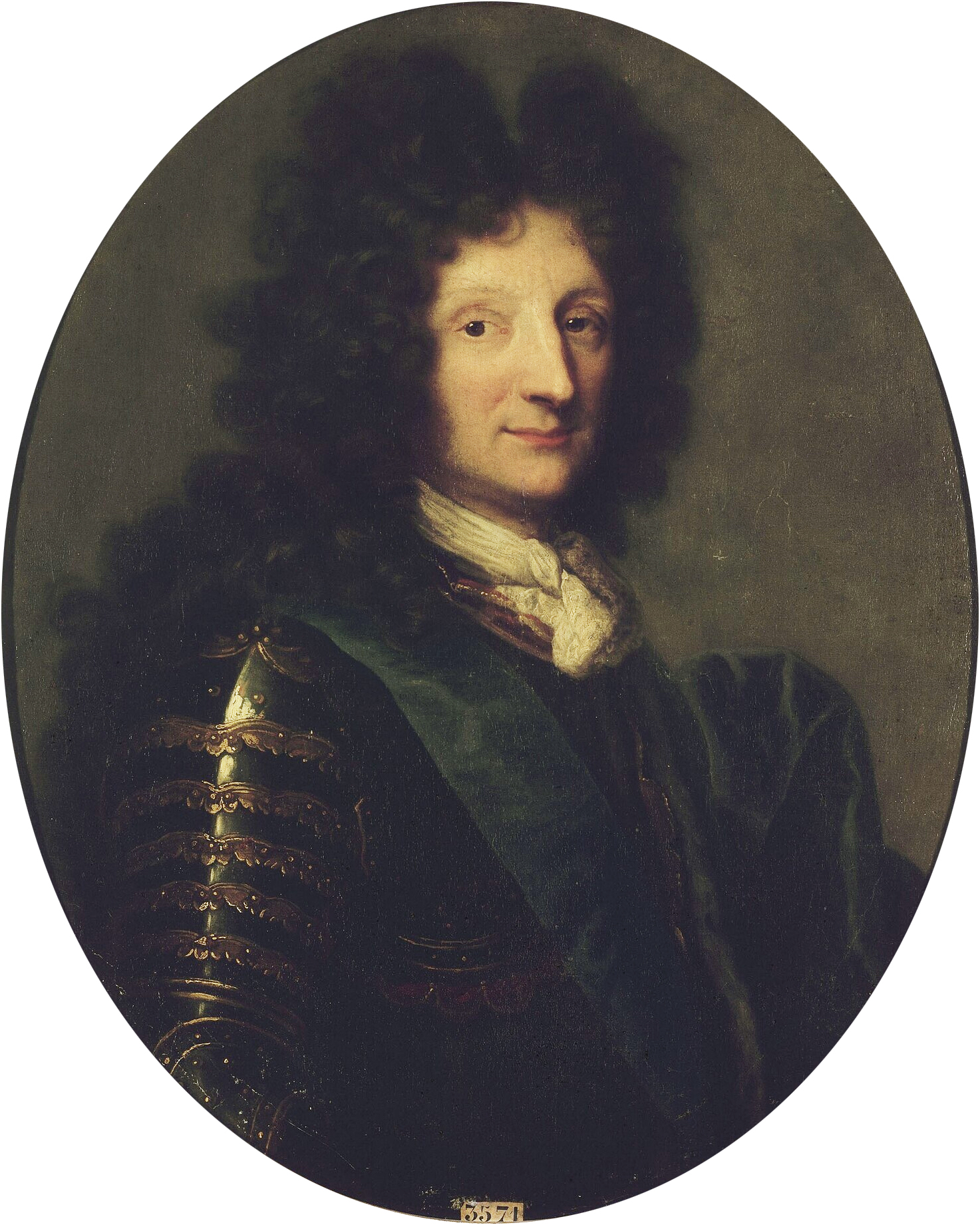
Il Duca di Lussemburgo

Allora il Waldeck levò l'accampamento e mosse verso la testa di ponte francese. Reparti di cavalleria francese ed olandese incrociarono le armi in uno scontro inconcludente presso Fleurus ma la sera la cavalleria francese si era ritirata su Velaine ove si riunì al resto dell'esercito, a soli tre chilometri dalle forze degli alleati.

## Lo svolgimento della battaglia
Al mattino del 1º luglio il Luxembourg marciò verso Fleurus. Il Waldeck aveva disposto i suoi 30 000 uomini sulle usuali due linee sulle alture fra il villaggio di Heppignies, sulla destra, e quello di St. Amant sulla sinistra., mentre il centro del suo schieramento era coperto dalle alte ripe del fiume Orme che rendevano un assalto frontale nemico pressoché impossibile.
Il Luxembourg divise le sue forze per attaccare entrambi i fianchi dell'armata nemica, un piano audace per il successo del quale occorrevano segretezza ed astuzia. Le colonne della prima linea francese si divisero per prendere posizione fra Heppignies e Fleurus, con una parte che si spostò verso St. Amant, mentre quelle dell'ala destra francese divaricarono dallo schieramento spostandosi verso nord attraverso il fiume Orme, nascosti al nemico dalle rive del fiume e dai campi di frumento e sotto la protezione della cavalleria. Quaranta cannoni furono posizionati presso il castello di St. Amant ed altri trenta fra questo e Fleurus. Così, nascostamente a Waldeck, il Luxembourg aveva aggirato i suoi fianchi: se le truppe alleate se ne fossero accorte in tempo, avrebbero facilmente potuto aver ragione delle colonne francesi sull'ala sinistra prima che quelle sulla destra avessero preso posizione, ma non se ne accorsero. Verso le ore 10, quando l'ala destra francese, comandata personalmente dal Luxembourg, ebbe preso posizione, l'artiglieria francese iniziò il cannoneggiamento, colpendo la fanteria dell'Alleanza molto efficacemente. L'ala sinistra francese, al comando del luogotenente generale Jean-Christophe, conte di Gournay, iniziò l'attacco con un assalto di cavalleria ma lo stesso comandante Gournay rimase ucciso, il che scompigliò la cavalleria che si ritirò su Fleurus per ricomporre i propri ranghi. Tuttavia un altro assalto della cavalleria dell'ala destra ebbe miglior successo, spingendo indietro la cavalleria nemica. Subito dopo la cavalleria, la fanteria francese avanzò su entrambi i fianchi dello schieramento nemico che infine non resse. Una parte delle truppe alleate cercò di raggrupparsi nuovamente preso Fleurus ma fu sopraffatta dai francesi. Benché incalzato dalla cavalleria nemica, il Waldeck fu in grado di creare una nuova linea di resistenza con le truppe rimastegli, ma questa collassò presto, investita dalla fanteria francese resa euforica dal successo iniziale. Quello che era rimasto delle truppe di Waldeck fluì verso Nivelles.

## Conseguenze
La parte più intensa dei combattimenti si sviluppò fra le 11 e le 14: entro quell'ora il Luxembourg aveva già schiacciato il nemico infliggendogli perdite per quasi il 50%, compresi 6 000 morti. Il Waldeck si ritirò infine a Bruxelles ove i suoi feriti furono sostituiti dalle truppe della guarnigione. Le truppe spagnole del generale Gastañaga raggiunsero l'armata alleata, così come fu per le truppe del conte di Tilly da Liegi e dal Brandeburgo. Il 2 agosto, con l'arrivo delle truppe del principe elettore di Brandeburgo, le forze a disposizione del Waldeck raggiunsero il numero di 55 000. Una settimana dopo, con questo organico, il Waldeck marciava verso Nivelles.
La battaglia di Fleurus fu un completo successo ma privo di risultati importanti. Il ministro della guerra di Luigi XIV, marchese di Louvois voleva ordinare al Luxembourg l'immediato assedio di Namur e di Charleroi, ma il re, preoccupato per le sorti dell'esercito del Delfino in Germania e per l'imminente arrivo del principe elettore di Brandeburgo, ordinò al Luxembourg di rafforzare l'esercito di Boufflers e di rinunciare agli assedi. Comunque il Luxembourg fu abile nel sottoporre a forte tassazione gran parte del territorio ad est di Bruxelles. Il resto della campagna nelle Fiandre fu relativamente tranquilla. Il Boufflers riunì per breve tempo le proprie forze a quelle del Luxembourg ma già nel tardo agosto tornò nella zona fra la Sambre e la Mosa. Dopo una serie di schermaglie minori, sia le truppe francesi che quelle alleate rientrarono in ottobre nei loro acquartieramenti invernali, Luxembourg in territorio nemico mentre gli avversari si accamparono presso Maastricht. Le truppe dell'Hannover tornarono in patria mentre quelle del Brandeburgo e del Limburgo si sistemarono nei Paesi Bassi spagnoli.